# Rosa Maria Carrasco i Azemar
Rosa Maria Carrasco i Azemar (Barcelona, 1936 - 6 d'agost de 2018) fou una escolta i política catalana, filla de Manuel Carrasco i Formiguera i de Pilar Azemar i Puig de la Bellacasa, i germana de Raimon Carrasco i Azemar.

## Biografia
Era la petita dels vuit germans i passà els primers mesos de vida a la presó de Burgos, on havia estat confinada la seva mare.
Estudià al Liceu Francès de Barcelona i allí es va interessar pel moviment escolta. Fou comissària internacional de la Germanor de Noies Guies fins que el 1962 se'n separaren les Guies de Sant Jordi, de les que en fou comissària general fins al 1977, quan es fusionaren amb els Minyons Escoltes per a fundar els Minyons Escoltes i Guies de Sant Jordi. De 1971 a 1977 fou secretària general de la Conferència Internacional Catòlica de Guiatge i de 1978 a 1987 enllaç per a Europa del Comitè Mundial de l'Associació Mundial de Noies Guies i Noies Escoltes.
Quan es constituí la Generalitat provisional sota la presidència de Josep Tarradellas i Joan el 1978 fou nomenada directora general de la Joventut, i el 1979 fou una de les creadores del Consell Nacional de la Joventut de Catalunya Tot i que no participà activament en política, es va mantenir vinculada a UDC i juntament amb el seu germà Raimon va ocupar un lloc simbòlic en la llista de Convergència i Unió per la província de Barcelona a les eleccions generals espanyoles de 2011.
El 2012 va rebre la Creu de Sant Jordi per haver contribuït destacadament a l'evolució i a la consolidació a Catalunya del Guiatge, així com en reconeixement de la seva tasca com a directora general de Joventut durant l'etapa de la Generalitat provisional, quan impulsà la creació del Consell Nacional de la Joventut de Catalunya. L'any 2015, va ser fundadora de Demòcrates de Catalunya.